# Green Island (New York)
Pour les articles homonymes, voir Green Island.
Green Island est une municipalité coïncidente (en) ville-village située au nord-est du comté d'Albany, dans l'État de New York, aux États-Unis,. En 2020, elle comptait une population de 2 934 habitants.

## Démographie
Lors du recensement de 2020, la ville comptait une population de 2 934 habitants.